# Le Péage-de-Roussillon
Le Péage-de-Roussillon település Franciaországban, Isère megyében. Lakosainak száma 6587 fő (2022. január 1.). Le Péage-de-Roussillon Limony, Saint-Maurice-l’Exil, Salaise-sur-Sanne, Roussillon és Saint-Pierre-de-Bœuf községekkel határos.

## Népesség
A település népességének változása:
| Lakosok száma | 5765 | 6182 | 5879 | 6585 | 6730 | 6622 | 6680 | 6516 | 6444 | 6587 |
|               | 1968 | 1982 | 1990 | 2006 | 2013 | 2015 | 2017 | 2019 | 2020 | 2022 |